# Korindo aikido
Korindo aikido (jap.: 光輪洞合気道), škola japanske borilačke vještine aikido.   

## Odlika škole
Osnivač škole Korindo aikido je Minoru Hirai, a škola je osnovana 1938. godine. Stil kombinira elemente iz klasičnog džiju-džicu i tradicionalnog japanskog oružja s ranim učenjima osnivača aikida Moriheija Ueshibe. Zasnovan je na principu kružnih kretanja. U listopadu 1945. Hirai je osnovao Korindo dođo u Shizuoki, a u rujnu 1953. godine otvoren je Korindo dođo u Tokiju.
Korindoova kružna kretanja sastoje se od sedam oblika ili kata: kesagiri, kote-sabaki, irimisabaki, shihosabaki, isogaeshi, tsuiage i ushirosabaki. Obično se vježbaju samostalno, ali mogu se i s partnerom. Tih sedam kata se vježbaju sprijeda, straga, desno i lijevo i pomažu u razvijanju sposobnosti primjene tehnika iz bilo kojeg položaja. Jedinstveni oblici kružnih kretanja predstavljaju osnovu Korindo aikida. Mogu se vježbati praznih ruku, s mačem, kratkim štapom ili kopljem. Cilj je izraziti prirodni um kao prirodnu tehniku borilačkih vještina.

## Vanjske poveznice
- Minoru Hirai demonstrate korindo aikido  Arhivirana inačica izvorne stranice od 17. studenoga 2019. (Wayback Machine)